# Proconsul (geslacht)
Proconsul is een geslacht van uitgestorven primaten, dat in Afrika tijdens het Boven- en Midden-Mioceen voorkwam. Fossielen die tot dit geslacht behoren, zijn 21 tot 14 miljoen jaar geleden gedateerd. De vondsten komen voornamelijk uit Kenia, meestal van het eiland Rusinga in het Victoriameer en uit buurland Oeganda.
Het geslacht is een van de vroegst bekende vertegenwoordigers van de mensapen (Hominoidea). De afbakening van het geslacht Proconsul ten opzichte van Ugandapithecus is controversieel. De naam van het geslacht Proconsul (vóór Consul) werd in 1933 gekozen door Arthur Tindell Hopwood (1897-1969), waarschijnlijk in verwijzing naar een chimpansee genaamd Consul, die tijdens de jaren dertig van de twintigste eeuw in de London Zoo leefde. Het type van het geslacht is Proconsul africanus.

## Vondst en naamgeving
In 1909 vond een goudzoeker bij Koru nabij Kisumu in het westen van Kenya een stuk kaak van een mensaap, het eerste fossiel van die groep dat in "Zwart Afrika" was aangetroffen. De directeur van de Geological Survey of Uganda, Edward James Wayland, zond dit naar het British Museum of Natural History in Londen. Eind jaren twintig raakte Arthur Tindell Hopwood hierdoor gefascineerd en besloot naar Oost-Afrika af te reizen. In 1931 voerde hij een paleontologische expeditie uit waarbij nog eens negen stukken kaak gevonden werden. In 1932 wees Arthur Keith de kaak toe aan een Dryopithecus sp. Op grond van de in 1931 ontdekte fossielen benoemde Hopwood echter in 1933 drie soorten primaten. Een daarvan was Proconsul africanus. Consul was de naam van een befaamde chimpansee in London Zoo maar was ook al eind negentiende eeuw voor chimpansees gebruikelijk geworden, vermoedelijk vanwege een circuschimpansee die zo heette. Hopwood wilde er dus mee aanduiden dat Proconsul ("vóór Consul") een voorloper van de chimpansee was. De soortaanduiding verwijst naar de herkomst uit Afrika. Het holotype BMNH M 14084 is een linkerbovenkaaksbeen.
In 1950 benoemden Wilfrid Le Gros Clark en Louis Leakey op basis van vondsten op het eiland Rusinga in het Victoriameer nog twee soorten: Proconsul major voor een grote rechteronderkaak uit Tinseret, specimen BMNH M 16648, en Proconsul nyanzae voor grote exemplaren uit Kisingiri op basis van holotype BMNH M 16647 (eerder CMH 2), een bovenkaaksbeen. De laatste soortaanduiding verwijst naar de provincie Nyanza.
In 1965 werd Proconsul door David Pilbeam hernoemd tot een ondergeslacht van Dryopithecus: een Dryopithecus (Proconsul). In de jaren tachtig werd die indeling weer algemeen verlaten. Tegen 1965 werd het door kalium-argondateringen duidelijk dat de absolute geologische leeftijd ruim vijftien miljoen jaar moest hebben bedragen.
In 1993 benoemde Alan Walker een Proconsul heseloni voor kleine exemplaren uit Kisingiri. Omstreden was of het hier niet ging om de wijfjes van P. nyanzae. De soortaanduiding eert de archeoloog Heselon Mukiri, die in de jaren veertig op Rusinga opgravingen verrichtte.
In 2000 kreeg P. major een eigen geslacht Ugandapithecus. In 2005 werd een gedeelte van het overige materiaal overgeheveld naar een Ugandapithecus gitongai, op basis van vondsten uit de Tugen Hills in Kenia, met als syntypen de kiezen Bar 737’02 en Bar 210’02. Dit is in 2015 gezien als een Proconsul gitongai. In 2009 werd een  Ugandapithecus legetetensis benoemd op basis van specimen KNM LG 452, een paar vergroeide onderkaken.
In 2009 werd een Proconsul meswae benoemd door Terry Harrison en Peter Andrews op basis van holotype KNM ME 11, een linkerbovenkaaksbeen. De soortaanduiding verwijst naar de vindplaats Meswa Bridge
In 2015 werd het typemateriaal van Proconsul heseloni en Proconsul nyanzae van Proconsul gescheiden om het als een Ekembo heseloni en Ekembo nyanzae toe te schrijven aan het nieuw benoemde geslacht Ekembo.

## Kenmerken

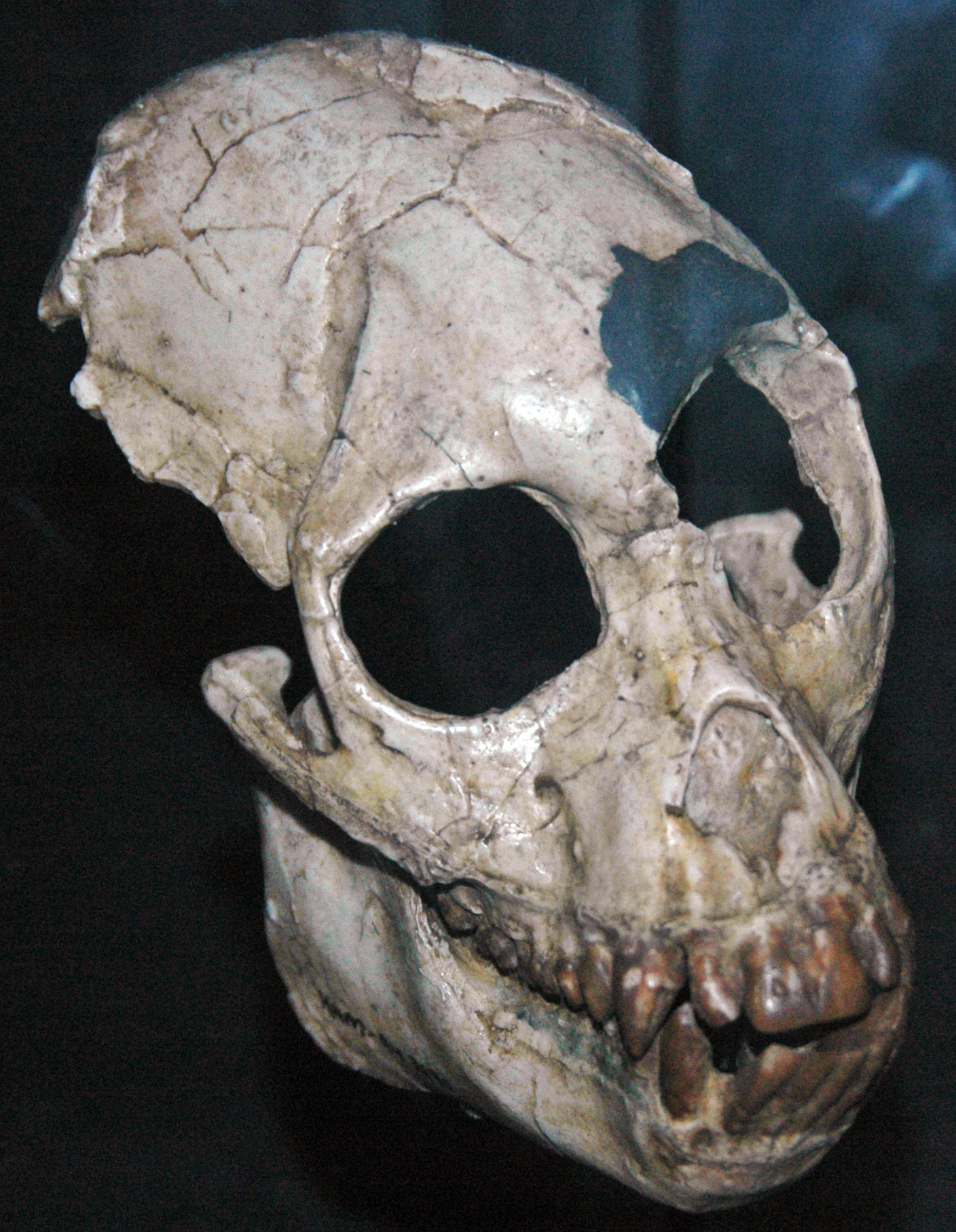
Een afgietsel van een schedel van P. africanus

### Grootte
De leden van het Proconsul-geslacht waren voor mensapen middelgroot tot groot. In 1995 werd op grond van een scheenbeen van P. major een gewicht geschat van 86,7 kilogram. Voor een verzameling exemplaren van die soort werd een gemiddeld gewicht berekend van 75,1 kilogram. De andere soorten lijken duidelijk kleiner. Voor P. nyanzae werd een gewicht bepaald van 35,6 kilogram en voor P. heseloni van slechts 10,9 kilogram. Van de laatste soort waren eerder hogere schattingen gegeven op basis van het gebit; dit leidde tot de conclusie dat de soort megadont was, met relatief grote kiezen. Voor de grootste bekende exemplaren werd een hersenvolume van ongeveer 150 tot 180 kubieke centimeter berekend, wat ongeveer overeenkomt met dat van een hedendaagse siamang.

### Algemene bouw
Proconsul heeft een vrij basale bouw, een die dicht staat bij apen die geen mensapen waren. Het lichaam is langgerekt met een soepele ruggengraat. Het was geschikt om op vier voeten op takken te lopen maar ook om af en toe op de grond te verblijven. De schouder, elleboog en armen laten ook zien dat het dier zich meestal op handen en voeten bewoog. De armen en benen zijn vrij lang en hebben dezelfde lengte. De arm is niet geschikt om aan te slingeren, anders dan de huidige gibbons. De hand kan echter goed grijpen door gekromde middenhandsbeenderen. De grote teen en de manier waarop de spieren eraan zijn vastgemaakt, geeft aan dat Proconsul met zijn voeten kon grijpen. De oogkas heeft geen duidelijk uitstekende wenkbrauwboog (torus supraorbitalis).
Er zijn echter ook kenmerken die afgeleid zijn, dus afwijken van basale apen maar overeenkomen met mensapen. Het meest opvallende daarvan is het ontbreken van een lange staart. Er is een relatief korte snuit en, afhankelijk van de soort, verschillend ontwikkelde hoektanden. Het ellebooggewricht is gestabiliseerd om in een vlak te bewegen. Van de aard van de vaatholtes van het evenwichtsorgaan bewaard in sommige fossielen, leidde Alan Walker een over het algemeen meer ontspannen lichaamsbeweging af, vergelijkbaar met de huidige brulapen. Uit de aard van hun tanden werd geconcludeerd dat deze dieren voornamelijk fruit aten.

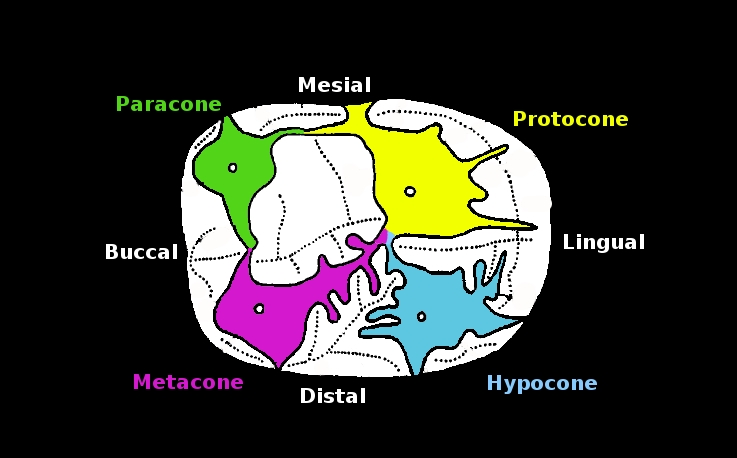
De indeling van het kauwvlak van kiezen bij Hominoidea, aan de hand van een bovenste eerste rechterkies van een mens. "Mesiaal" is in dit geval de kant van de vierde premolaar en "distaal" de kant van de tweede kies. "Buccaal" is de zijde van de lip, "linguaal" de zijde van de tong

### Onderscheidende kenmerken
In 2015 werd een diagnose van het geslacht Proconsul gegeven inclusief het materiaal van P. major, P. gitongai en P. meswae, in de vorm van een unieke combinatie van kenmerken. Bij de onderkaken is het hoofdlichaam en hun verbindende symfyse robuust. De binnenwand is langwerpig en helt zwak, eindigende bij een grote torus superior, een versterkende beenring overdwars op de bovenste binnenzijde van de symfyse. Het vlak daaronder is schuin naar achteren en onderen gericht. De bovenste voortanden verschillen sterk van elkaar in vorm, waarbij de eerste voortand een gezwollen knobbeltje heeft aan de basis van de tongzijde en het cingulum, de verdikking aan de basis, symmetrisch ten opzichte van de achterste zijranden geplaatst is en een gebogen overgang heeft naar de achterste zijrand aan de kant van de tegenoverliggende eerste voortand. De onderste voortanden zijn breed ten opzichte van hun hoogte. De bovenste en onderste voortanden hebben een opvallende lemmet- of burijnvorm, zowel in het blijvende als het melkgebit. De wortels van de bovenste voortanden hebben brede groeven of cannelures in de lengterichting met twee of drie richels ertussen, alsmede talrijke verticale rimpels die van de apex van de wortel naar de hals van de tandkroon lopen. De bovenste derde premolaren verschillen van de vierde. Bij de bovenste derde premolaar verschillen de knobbels aanzienlijk in grootte waarbij de paracoon veel hoger is dan de protocoon en de knobbels meer richting de rand met de hoektand geplaatst zijn, welke rand ingekeept is, zodat de uitholling op het kauwvlak aan die zijde in grootte beperkt wordt. De preparacrista, de rand van de hoek aan de tongzijde en aan de kant van de hoektand, begrenst een hoge en steile buitenwand die naar de hals doorloopt tot daar onderbroken te worden door een naar de hoektand uitstekende richel. De rand aan de kant van de vierde premolaar is sterk gekromd. De vierde premolaar heeft een hoge paracoon ten opzichte van de totale hoogte van de kroon. De kiezen hebben een goed ontwikkeld cingulum. Hun knobbels zijn kegelvormig en verbonden door scherpe kammen. Ze zijn van tongzijde naar lipzijde aanzienlijk breed uitlopend. Het kauwvlak van de bovenste kiezen heeft een ruitvormig profiel ten gevolge van een brede trigoon en een in de richting van het einde van de tandenrij verbrede hypocoon. De bovenste tweede kies heeft aan de lipzijde een opvallend plateau tussen de paracoon en metacoon. Aan de tongzijde aan de kant van de derde kies heeft de tweede kies een cingulum dat helemaal rond de hypocoon draait in plaats van daarin aan de lipzijde te versmelten. De kam aan de zijde van de hypocoon steekt uit richting het einde van de tandenrij. De onderste eerste en tweede kiezen zijn bijna gelijk in breedte, van lipzijde naar tongzijde gemeten.

## Leefgebied
Vanwege de anatomische kenmerken en de gereconstrueerde klimaatgegevens werd altijd beweerd dat Proconsul een boombewoner was en in tropische regenwouden werd gevonden, maar ook in open landschappen, dat wil zeggen op de grond, kon verblijven. Deze interpretatie werd uiteindelijk bevestigd door opgravingen op het Keniaanse eiland Rusinga. Van 2011 tot 2013 werden vier tanden van een jonge Proconsul heseloni en de overblijfselen van 29 boomstronken, waarvan de stamdiameter 18 tot 160 cm was, gevonden in een ongeveer 18 miljoen jaar oude zoekhorizon. Op basis van de afstanden tussen de boomstronken, de verschillende stamdiameters, fossiele bladeren van dezelfde vindlaag en andere, vooral geologische indicaties, werd geconcludeerd dat het een dicht bos was met bomen van verschillende hoogten. Een paleoklimatologische beoordeling van de bevindingen bracht de onderzoekers ertoe te schatten dat de temperatuur van dit fossiele bos tussen 22,6 en 34,5°C lag en de jaarlijkse neerslag 1394 tot 2618 mm was.
Bij Proconsul was de seksuele dimorfie opvallend groot. Vrouwen onderscheiden zich door veel kleinere hoektanden. Dit duidt op een hoog niveau van agressie binnen de soort.

## Classificatie

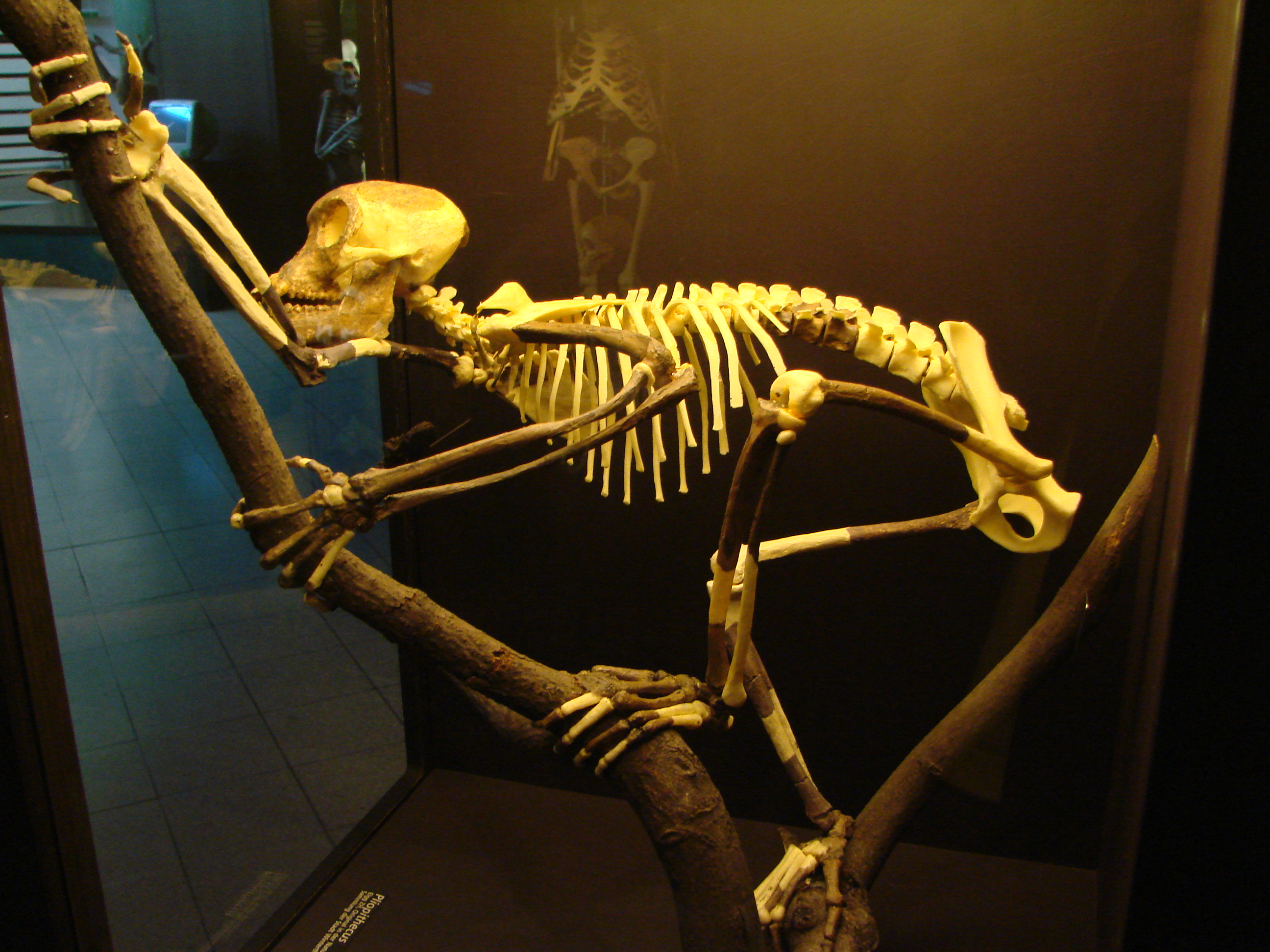
Proconsul heeft een vrij basale bouw

De exacte positie van Proconsul in de evolutionaire stamboom is controversieel. Aanvankelijk werden hun fossielen geïnterpreteerd als voorouders van de hedendaagse chimpansees en gorilla's, vandaar de verwijzing naar de chimpansee Consul bij het benoemen. Sommige wetenschappers interpreteerden Proconsul ook als een ontbrekende schakel, als de gemeenschappelijke voorouder van mensen en deze mensapen. Bovendien was de afbakening met sommige vondsten van Dryopithecus soms controversieel. In het algemeen werd een afgeleide positie verondersteld, dus hoog in de stamboom. Europese dryopitheciden, zoals Dryopithecus fontani, zouden lager in de stamboom hebben gestaan. Dat paste echter slecht bij de hoge geologische ouderdom van Proconsul, indertijd de oudste mensaap die bekend was. De mensapen als geheel moesten zich dan immers nog veel eerder hebben afgesplitst, wat zeer lange verborgen ontwikkelingslijnen impliceerde. Veel onderzoekers zagen dat echter niet als een groot probleem, daar ze geloofden in een hoge ouderdom van het geslacht Homo dat ze zo veel mogelijk apart wilden houden van de mensapen, zeker die uit het primitieve Afrika.
De moderne methode van de kladistiek maakte het in de jaren negentig van de twintigste eeuw mogelijk de verwantschappen exact te berekenen. Daaruit bleek dat Proconsul zich basaal, onder in de stamboom van de mensapen staat, in ieder geval buiten de tak van de huidige Great Apes, waarvan ook de mens deel uitmaakt en vermoedelijk zelfs basaler dan de gibbons. Dat past veel beter bij de ouderdom van achttien miljoen jaar. Ook verklaart het waarom Proconsul in bouw nog leek op oudere apen van de Oude Wereld. Proconsul blijkt deel uit te maken van een groep nauw verwante soorten, de Proconsulidae.
Rond 2002 waren er vier soorten erkend, waarvan er drie aanzienlijk verschillen in lichaamsgrootte:
- Proconsul major: Het gewicht wordt geschat op ongeveer 60 tot 80 kg.
- Proconsul heseloni: De afbakening van dit type Proconsul africanus geïntroduceerd in 1993 is controversieel. Het gewicht wordt geschat op iets minder dan 20 kg.
- Proconsul nyanzae: Met ongeveer 20 tot 50 kg lag het gewicht tussen dat van Proconsul africanus en Proconsul major.
- Proconsul meswae van een vindplaats in West-Kenia werd in 2009 door Terry Harrison en Peter Andrews benoemd als de vijfde soort in het geslacht.

De huidige situatie waarin sommige onderzoekers Ugandapithecus en anderen Ekemba buiten Proconsul houden, maakt dat eigenlijk alleen nog de oorspronkelijke P. africanus onbetwist een geldige soort is.